# Суонленд

Суонленд на карте Австралии

Суо́нленд (англ. Swanland; дословно — «Земля Лебедей») — природная область в Западной Австралии, занимающая юго-западную окраину Западно-Австралийского плоскогорья.

## История
Суонленд был четвёртой зоной в рамках британской колонизации Австралии — после прибрежных территорий Нового Южного Уэльса и Виктории и острова Тасмания. Первое колониальное поселение было основано здесь в 1829 году.

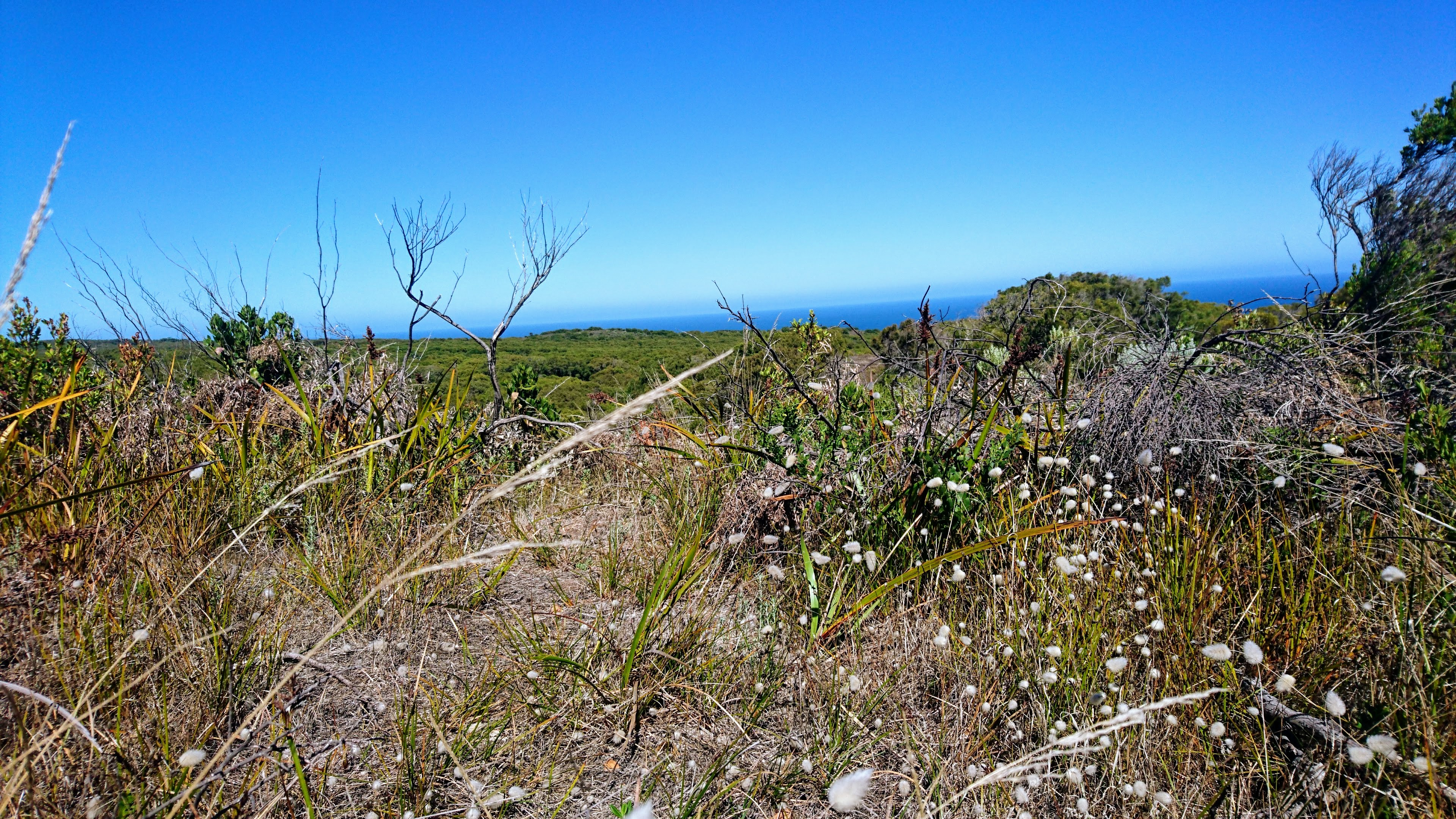
Пейзаж в районе Огаста (Западная Австралия)

## География
Суонленд занимает юго-западную часть штата Западная Австралия и имеет площадь около 400 000 км2, что составляет менее 1/6 площади штата, однако здесь сосредоточено почти всё его население, включая столицу — город Перт. Бо́льшая часть Суонленда представляет собой равнину, расположенную на Западно-Австралийском плоскогорье которая прерывается в западной части горным хребтом Дарлинг, к западу от которого находится приморская низменность. Главные реки — Суон и Блэквуд. 

## Климат
Климат Суонленда серьёзно отличается от климата остальной части Западный Австралии, чрезвычайно засушливого, и характеризуется бо́льшей влажностью. Вместе с тем, в самом регионе количество осадки уменьшается с удалением от побережья и варьируется от 1500 мм на западе до 400 мм на востоке в год (80 % осадков выпадает в период с мая по октябрь). 

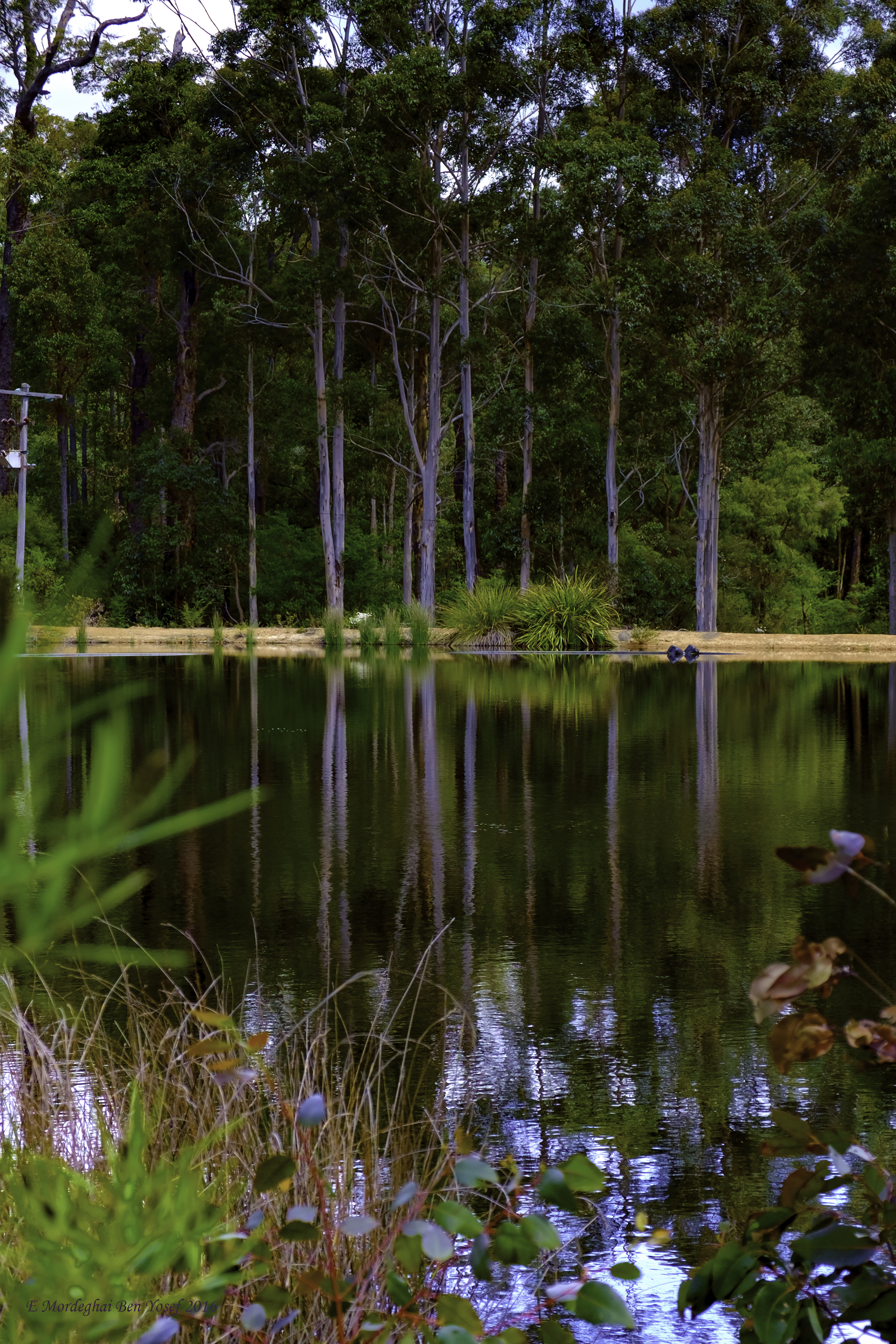
Река Доннелли (река)

## Флора и фауна
Флора отличается большим количеством эндемичных видов (главным образом эвкалиптов, среди которых выделяются эвкалипт разноцветный и эвкалипт окаймляющий), а также целых родов и семейств. На побережье расположены сильно вырубленные эвкалиптовые леса, во внутренних равнинах — эвкалиптовые редколесья и малли-скрэб (кустарниковые эвкалипты). 

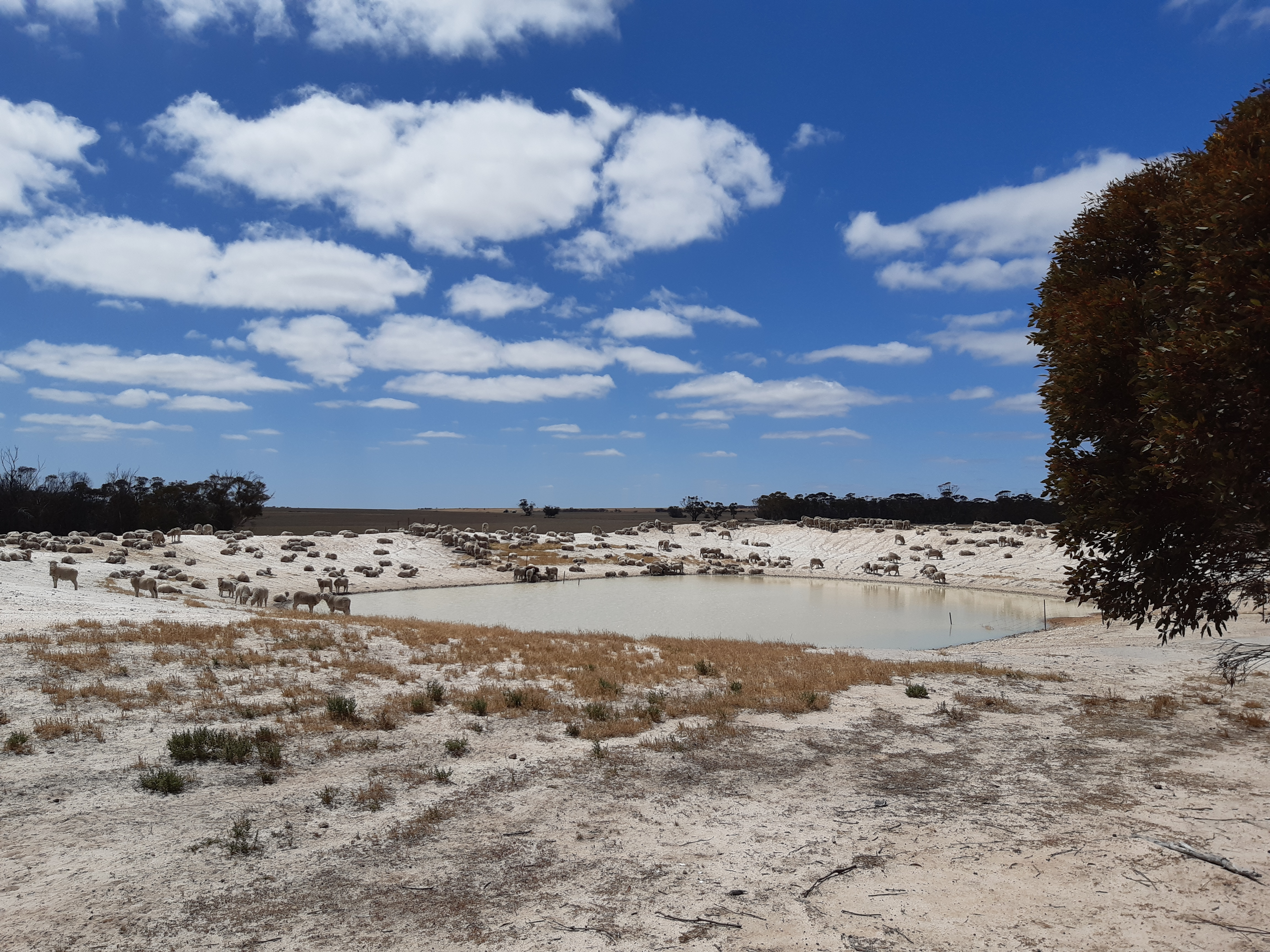
Овцы в районе Кондидин

## Хозяйство
Основой хозяйственной деятельности Суонленда за пределами больших городов является сельское хозяйство. Ближе к побережью его основу составляет выращивание пшеницы, в глубинных районах — животноводство, преимущественно — овцеводство.